# Myotis flavus
Myotis flavus és una espècie de ratpenat de la família dels vespertiliònids. Viu a Taiwan i el sud-est de la Xina. En el passat se'l considerà una subespècie de M. formosus, però Jiang i col·laboradors l'elevaren a la categoria d'espècie basant-se en característiques morfològiques i genètiques.